# Cvrtkovci
Cvrtkovci är ett samhälle i Bosnien och Hercegovina.   Det ligger i entiteten Republika Srpska, i den centrala delen av landet, 110 km norr om huvudstaden Sarajevo. Cvrtkovci ligger 175 meter över havet och antalet invånare är 653.
Terrängen runt Cvrtkovci är platt. Närmaste större samhälle är Stanari, 6,1 km söder om Cvrtkovci. 
Omgivningarna runt Cvrtkovci är en mosaik av jordbruksmark och naturlig växtlighet. Runt Cvrtkovci är det ganska tätbefolkat, med 67 invånare per kvadratkilometer.